# OBN
OBN, Open Broadcast Network, je televizní kanál v Bosně a Hercegovině. Původně byl spuštěn v roce 1996 po skončení občanské války z iniciativy OHR (Úřad vysokého představitele), aby nabídl alternativu ke stávajícím nacionalistickým kanálům.

## Loga
Od roku 1996 existovala pro tento bosenský televizní kanál 3 různá loga. První logo kanálu se používalo od roku 1996 do roku 1999, druhé logo od roku 1999 do roku 2005 a třetí (současné logo) se používá od roku 2005.